# Humangenomprojekt

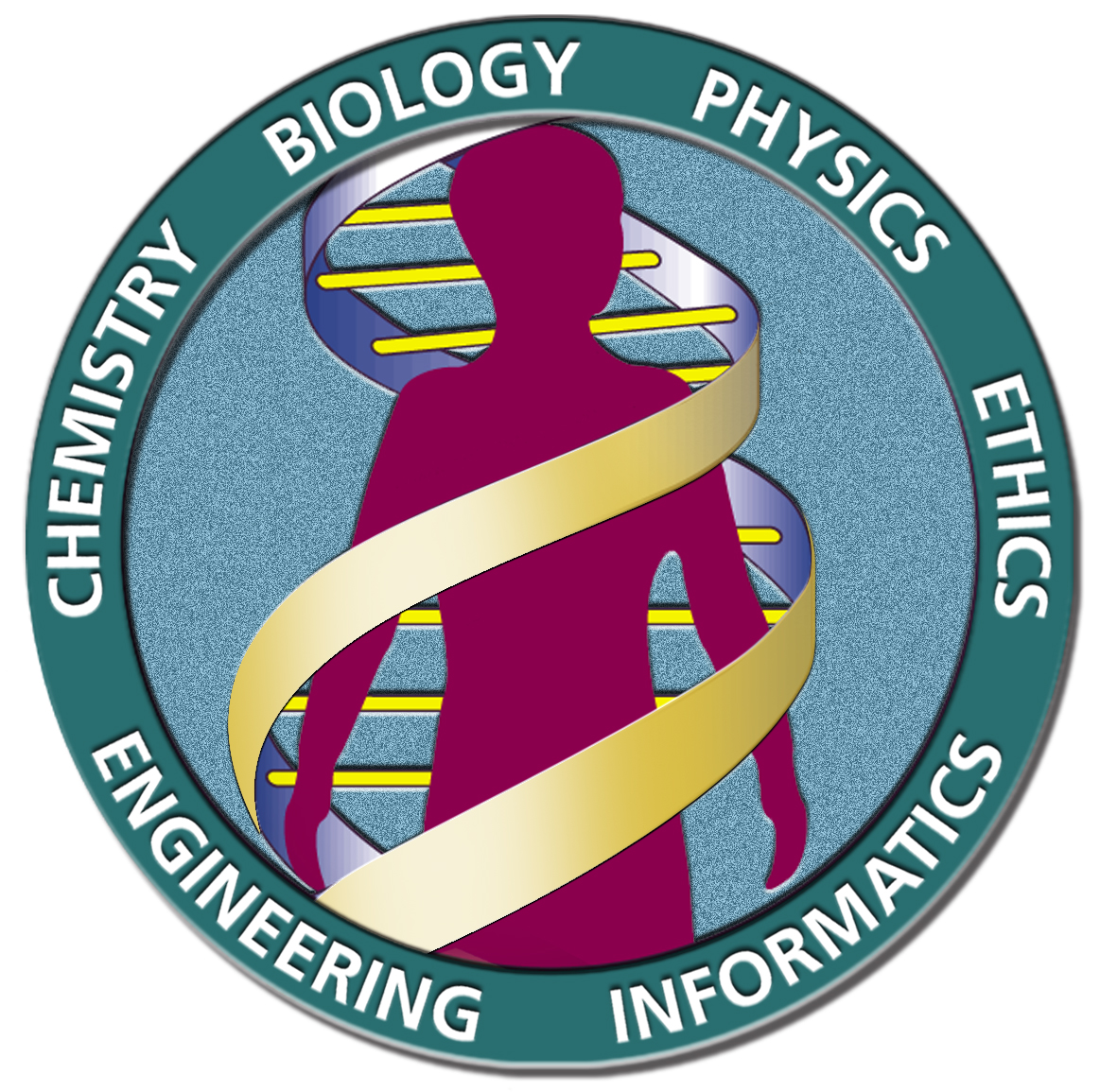
Logo des Humangenomprojektes

Das Humangenomprojekt (HGP, englisch Human Genome Project) war ein internationales Forschungsprojekt von 1990 bis 2003. Es wurde im Herbst 1990 mit dem Ziel gegründet, das Genom des Menschen vollständig zu entschlüsseln, d. h. die Abfolge der Basenpaare der menschlichen DNA auf ihren einzelnen Chromosomen durch Sequenzieren zu identifizieren. Die vollständige Sequenzierung des Genoms dient der Erforschung vieler biologischer Prozesse. Angestrebt wurde ein besseres Verständnis von Erbkrankheiten und der molekularen Mechanismen der Krebsentstehung. Durch Vergleich des menschlichen Erbguts mit dem anderer Lebewesen erhoffen sich Wissenschaftler zudem Erkenntnisse zur Evolution.

## Zielsetzung des Projekts
Die Ziele des Projekts waren unter anderem:
- die komplette Basensequenz eines Menschen soll analysiert werden;
- die Sequenz der etwa 3 Milliarden Basenpaare der DNA zu finden;
- relevante Technologien, wie Datenanalyse, zu entwickeln und verbessern;
- ethische, rechtliche und soziale Fragestellungen, die infolge des Projekts auftreten würden, anzusprechen.

## Geschichte

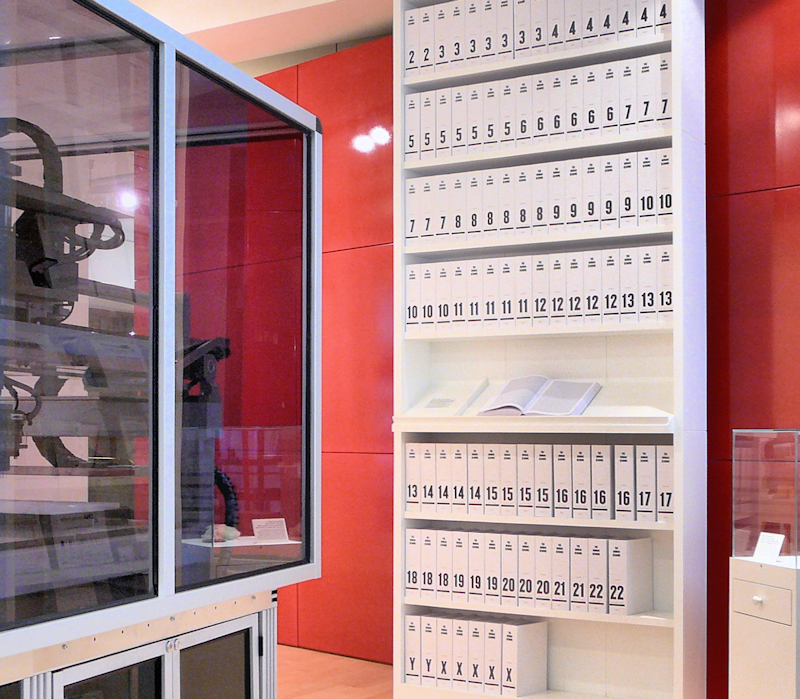
Der erste Ausdruck des menschlichen Genoms visualisiert als Buchserie, ausgestellt im 'Medicine Now' Raum (Wellcome Collection, London). Die Information der 3,4 Mrd. Basenpaare der DNA wurde überführt in mehr als 100 Buchbände, jedes 1000 Seiten, in kleinstmöglicher Schriftgröße.

Das Projekt wurde in den USA im Oktober 1990 von Luigi Luca Cavalli-Sforza im Rahmen eines öffentlich finanzierten internationalen Forschungsverbunds gegründet. Geleitet wurde das HGP zuerst von James Watson, einem der Entdecker der DNA-Struktur. 1992 verließ er das Projekt jedoch nach einem Streit mit NIH-Chefin Bernadine Healy, weil er Healys Versuche ablehnte, Gensequenzen patentieren zu lassen. Sein Nachfolger wurde der renommierte Genetiker Francis Collins. Am Projekt nahmen zu Beginn über 1.000 Wissenschaftler in 40 Ländern teil. Ziel war die Sequenzierung des menschlichen Genoms bis 2005. 1992 veröffentlichte das Projekt Genkarten für die Chromosomen 21 und Y.
Im Juni 1995 schloss sich auch Deutschland dem internationalen Humangenomprojekt der Human Genome Organisation an und nahm seine Arbeit 1996 auf. Das Deutsche Humangenomprojekt (DHGP) wird durch das Bundesministerium für Bildung und Forschung und die Deutsche Forschungsgemeinschaft gefördert.
Die Human Genome Organisation bekam 1998 durch die neu gegründete US-Firma Celera private Konkurrenz.
Bis 1999 erfolgte die Sequenzierung des Chromosoms 22. 2000 wurde das Chromosom 21 vollständig sequenziert, wodurch die Möglichkeiten zur Erforschung der Auswirkungen einer Trisomie 21 wuchsen.
Das HGP fand in der Öffentlichkeit einen vorläufigen Höhepunkt, als im Februar 2001 beide Forschungsunternehmungen die Sequenzierung des menschlichen Genoms verkündeten, die in den Medien häufig als „Entschlüsselung“ tituliert wurde. Erfasst wurden bis dato nur 83 % des Genoms – und dies nur von 23 der 46 Chromosomen normaler menschlicher Zellen, wobei sich das vom Vater und der Mutter ererbte Genom nicht wesentlich unterscheiden.
2003 wurde die Fertigstellung „im Rahmen der angelegten Maßstäbe“ bei 92 % der menschlichen Genomsequenz verkündet. Das Deutsche Humangenomprojekt beendete im Juni 2004 seine Aktivität.
Auf die Arbeiten des Deutschen Humangenomprojekts aufbauend, fördert das Bundesministerium für Bildung und Forschung seit 2001 das Nationale Genomforschungsnetz (NGFN), um genetische Ursachen häufiger Krankheiten aufzuklären. Als Nachfolgeprojekt startete das National Human Genome Research Institute (NHGRI) das ENCODE-Projekt.
Seit Mai 2021 gilt das menschliche Genom als vollständig entschlüsselt. Es umfasst 19.969 Gene. Zu Beginn wurden mindestens 100.000 Gene erwartet, um alle Merkmale des menschlichen Körpers kodieren zu können.

## Zukünftige Aufgaben
Das Humangenomprojekt war Ausgangspunkt weiterer Forschungsprojekte wie dem 1000-Genome-Projekt. Fast alle erblichen Krankheiten entstehen durch Defekte in einem oder mehreren Genen; dieser Zusammenspiel bedarf der Aufklärung, um zum Beispiel entsprechende Medikamente oder Therapien zu entwickeln.
Nach der Entzifferung des Genoms gibt es nun auch Anstrengungen, die Gesamtheit der DNA-Modifizierungen sowie das Transkriptom, Proteom und Metabolom des Menschen zu entschlüsseln.